# The F.A. Premier League Football Manager (serijal)
The F.A. Premier League Football Manager (skraćeno:Premier League Manager) serijal je FIFA-inih Manager videoigara. The F.A. Premier League Football Manager serijal je prethodnik serijala Total Club Manager i FIFA Manager. Prije nje je proizvedena igra FIFA Soccer Manager. Igre su se proizvodili od 1998. d 2001. godine. Igre su proizvedene od Electronic Artsa, EA Sportsa i Krisalis Softwarea, izdavač je EA Sports.

## Sve igre u FA Premier League FM serijalu
| Ime                                           | Godina |
| --------------------------------------------- | ------ |
| The F.A. Premier League Football Manager 99   | 1998.  |
| The F.A. Premier League Football Manager 2000 | 1999.  |
| The F.A. Premier League Football Manager 2001 | 2000.  |
| The F.A. Premier League Football Manager 2002 | 2001.  |